# Monaco-Ville
Monaco-Ville (em monegasco, Munegu-Vila) é um bairro (em francês, quartier) de Mónaco.
Contrariamente ao que poderia supor-se, Monaco-Ville não é uma cidade; é, sim, um dos quatro tradicionais "bairros" (em francês, quartiers) de Mônaco (que, por sua vez, é ao mesmo tempo um país e uma cidade). Embora a divisão em quatro bairros seja hoje apenas tradicional, e não mais oficial, Monaco-Ville constitui per se também uma das dez unidades administrativas atuais do Principado de Mônaco.  
Monaco-Ville está localizada a 43° 44' 15" norte e 7° 24' 55" leste. Sua população é estimada em 1 151 habitantes. É onde se encontra a residência oficial do príncipe-soberano. Não é a capital do principado, visto que o principado é todo ele uma cidade.
Conhecida como "le rocher" ou "a rocha", Monaco-Ville (cujo nome foi Monoecus em épocas passadas) alberga o palácio nacional; próxima ao palácio, a Cathédrale de Monaco, uma igreja romana-bizantina que contém os restos mortais de uma grande parte dos príncipes anteriores; e o Museu Oceanográfico, também localizado neste distrito, criado em 1910 pelo príncipe Alberto I. 

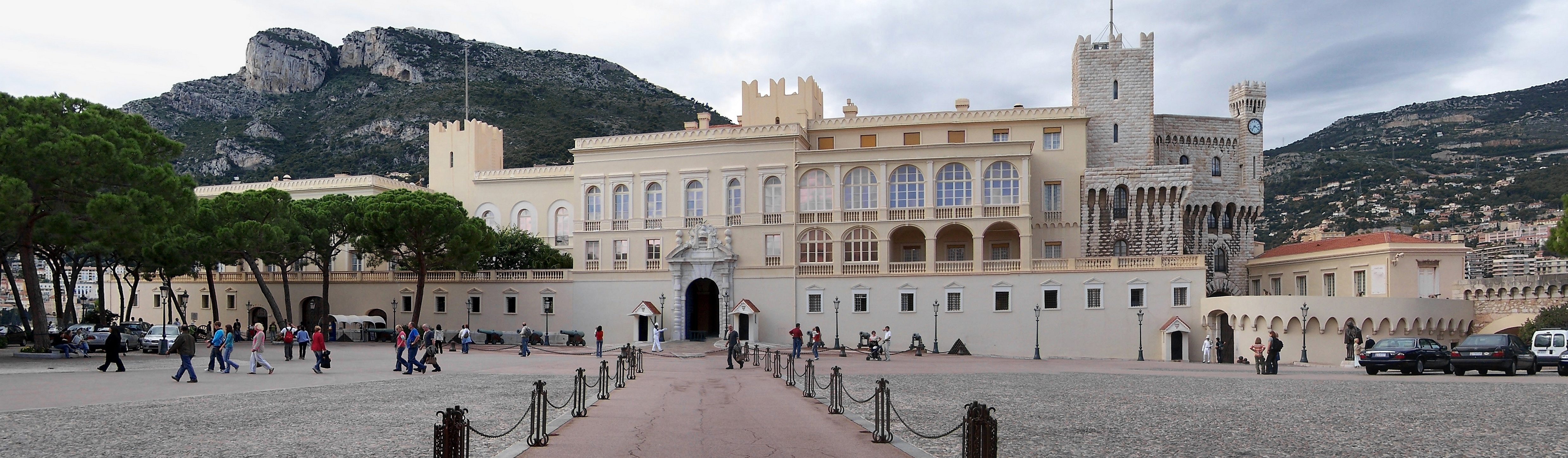
Palácio
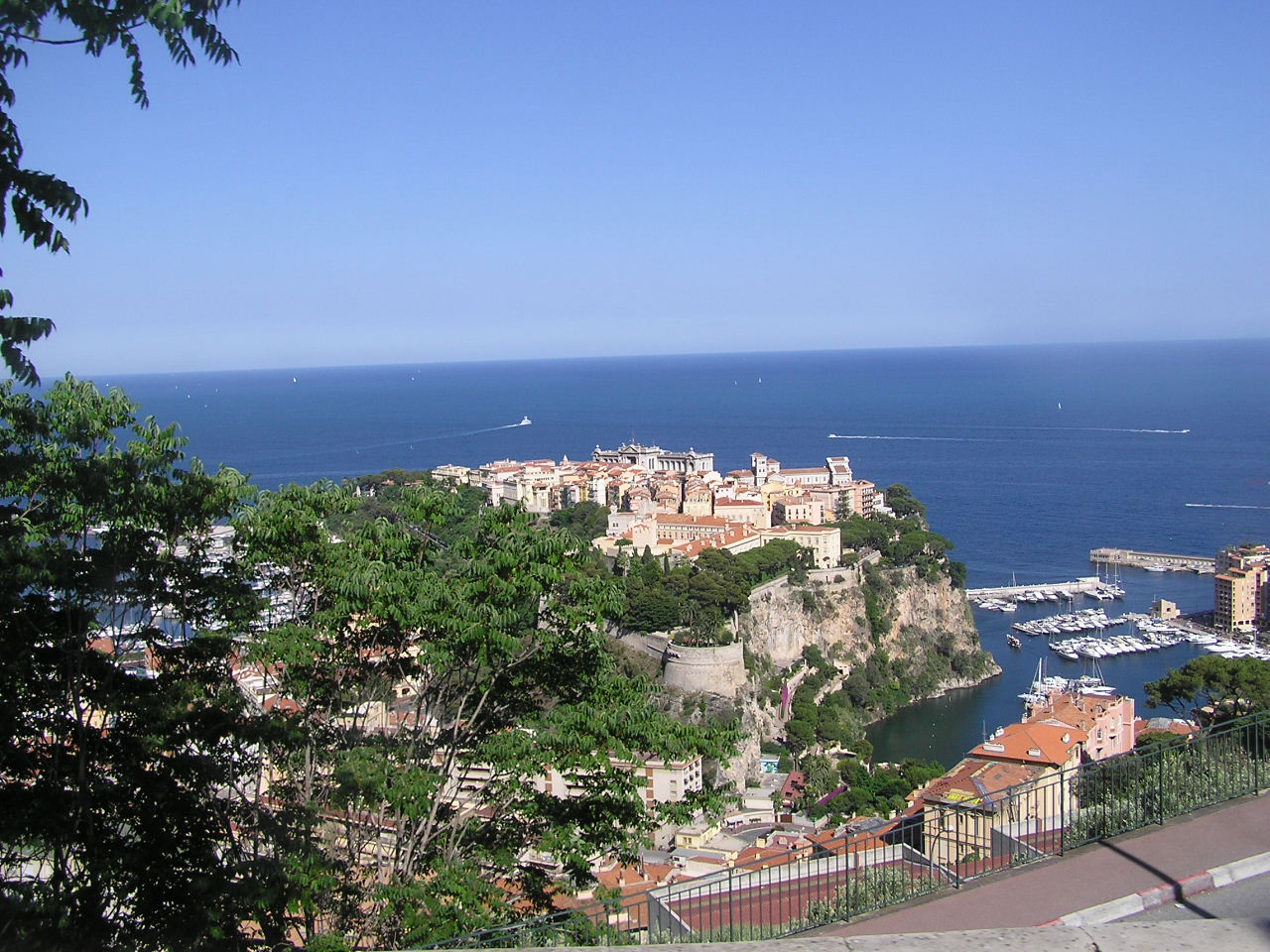
Visão panorâmica
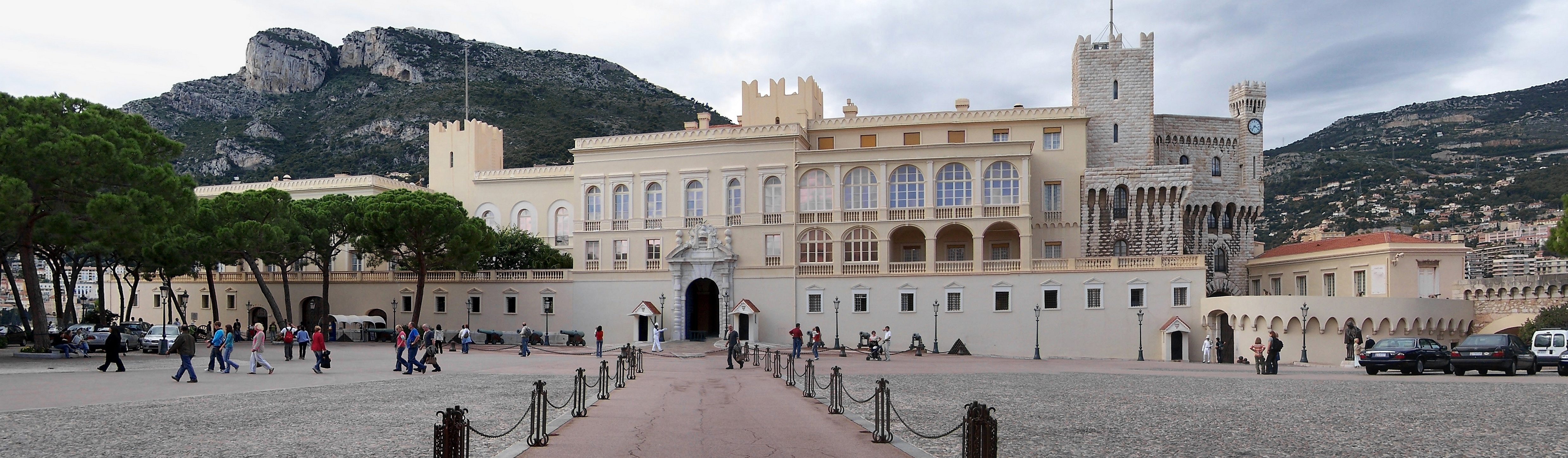
Castelo
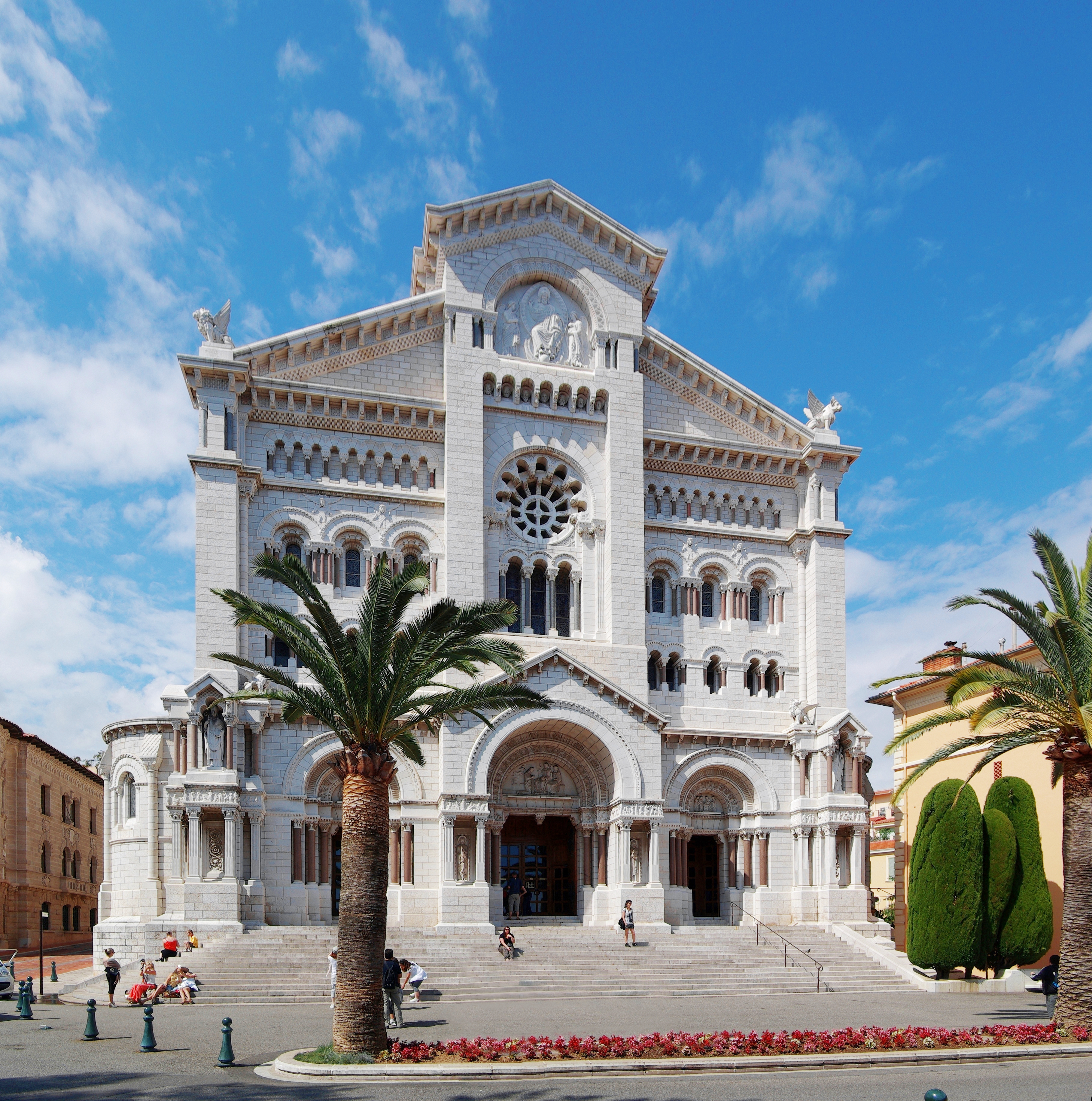
Catedral de Mônaco
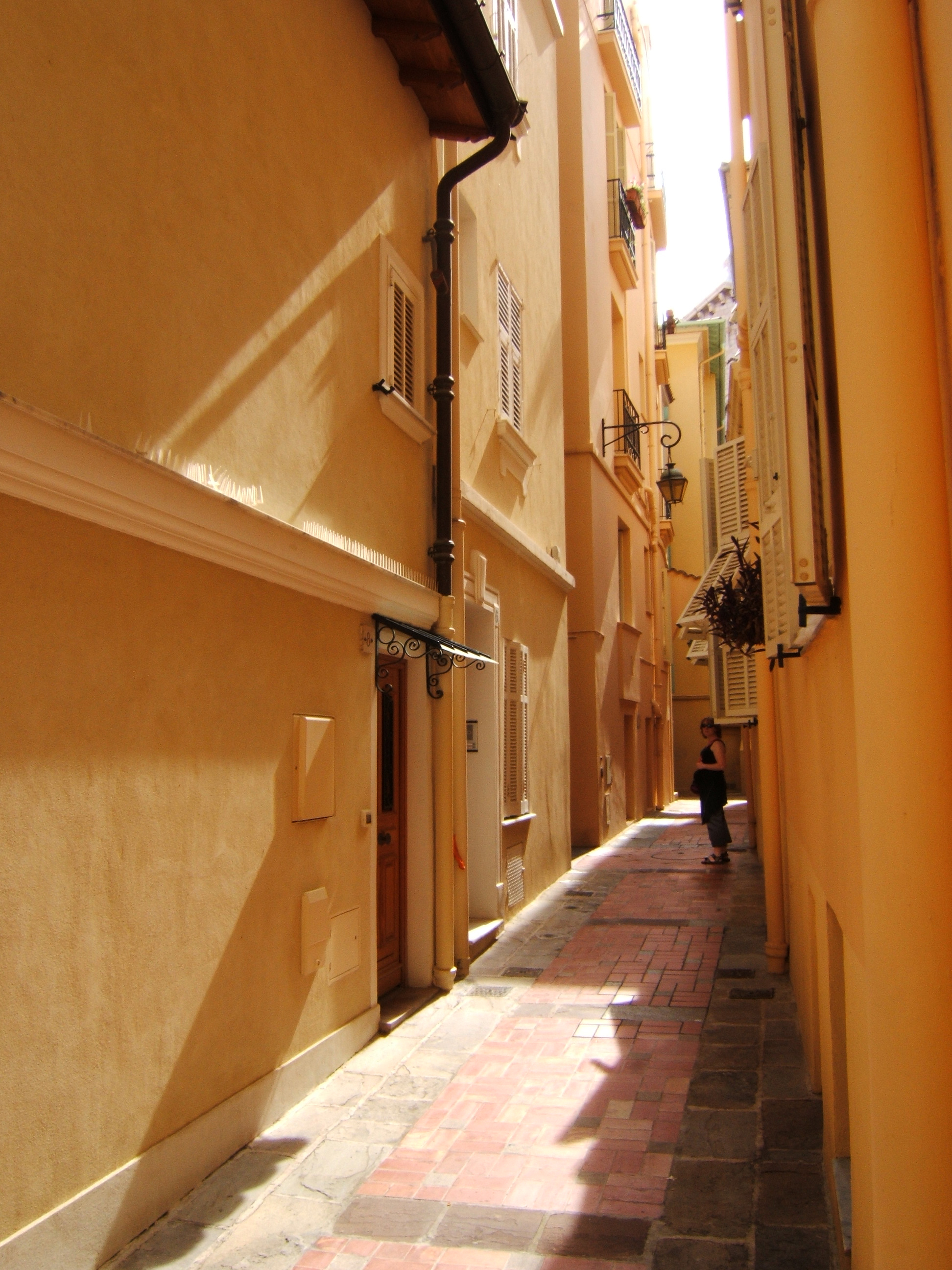
Pequena rua em Mónaco-Ville